# Трошев, Жорес Петрович
Жоре́с Петро́вич Тро́шев (1 мая 1926, Пермь — 17 ноября 2005, Красноярск) — советский и российский журналист и писатель. Член Союза писателей России. Почётный гражданин Эвенкии.

## Биография
Отец, уралец Пётр Фёдорович Трошев, назвал сына в честь Жана Жореса. В 1933 году всей семьёй переехали в Красноярск. Учился в красноярской школе № 28, окончил восьмилетку.
С 1943 года в армии.
Окончил авиационное штурманское училище (1945).
Служил на Дальнем Востоке, в разведывательной авиации, закончил экстерном учительский и истфак и филфак педагогического института во Владивостоке.
Добровольцем участник войны в Корее, был ранен.
После службы в армии, где начал писать, вернулся в Красноярск, где работал в крайкоме комсомола. По собственной просьбе был направлен в 1951 году в Эвенкию, четыре года был заведующим отделом культуры Эвенкийского окрисполкома.
Затем работал в газетах «Речник Енисея», «Красноярский комсомолец», «Красноярский рабочий», «Советская Эвенкия», «Красноярская газета».
Жена — дочь известного в прошлом балетмейстера Андрея Гудина — Вера Андреевна, сын Игорь и дочь Ольга, внучки.
Его личный фонд ныне находится на хранении в КГБУ «Государственный архив Красноярского края».

## Творчество
Опубликовал первый рассказ в 1954 году. Автор 15 книг. Главная тема творчества — Эвенкия.

Ошеломила, заворожила красота тамошних мест, люди подкупили своей искренностью и добротой… Это прекрасный народ, с кристальной честностью. В эвенкийском языке нет слова «вор»…
— Писал Трошев об Эвенкии.
Долгое время своей главной книгой считал роман-дилогию о Михаиле Ошарове — «Большой Ошар». Позже увлёкся декабристами.
Трошев говорил:

Я пишу только о том, что есть на самом деле в жизни. Никогда ничего не придумываю. Жизнь удивительна и постоянно «подкидывает» новый сюжет.

## Награды
- Почётный житель Эвенкии.

## Память
- 6 июня 2011 года в Красноярске в память о Жоресе Трошеве была открыта мемориальная доска[7].
- По инициативе коллектива Центральной (межпоселенческой) библиотеки п. Тура Постановлением Администрации Эвенкийского муниципального района Красноярского края № 73-п от 12 февраля 2025 года библиотеке присвоено имя советского и российского журналиста, писателя, члена Союза писателей, Почетного жителя Эвенкии Жореса Петровича Трошева.
- 27 мая 2025 года в Туре в память о Жоресе Трошеве была открыта мемориальная доска.

## Произведения
- Смерть шаманки.
- В поисках Ангариды.
- Словом и примером.
- Большой Ошар.
- Повесть о забытом землепроходце.
- Таймырская трагедия.